# 코리 헤임
코리 이안 헤임(영어: Corey Ian Haim, 1971년 12월 23일 ~ 2010년 3월 10일)은 캐나다의 배우이다. 

## 영화
- 더 데드 씨 (2014년) - 오소 역
- 플레이 포 데스 (2013년) - 제스퍼 크레쉬 역
- 디시전스 (2011년) - Det. 루 안드레아스 역
- 샤크 시티 (2009년) - 칩 역
- 아드레날린 24 2 (2009년) - 랜디 역
- 로스트 보이 2 : 더 트라이브 (2008년)
- 딕키 로버츠 - 왕년의 아역 스타 (2003년)
- 버스티드 (1997년)
- 데몰리션 U (1997년)
- 네버 투 레잇 (1997년)
- 슈터 온 더 사이드 (1996년)
- 피버 레이크 (1996년)
- 데몰리션 하이 (1996년)
- 스노우보드 아카데미 (1996년)
- 라이프 101 (1995년)
- 드림 걸 2 (1995년)
- 라스트 리소트 (1994년)
- 패스트 겟어웨이 2 (1994년)
- 더블 오키드 (1993년)
- 발렌타인 (1992년)
- 악의 꽃 (1992년)
- 황홀한 비밀 (1992년)
- 패스트 겟어웨이 (1991년)
- 드림 머신 (1991년)
- 롤러보이즈 (1990년)
- 드림 걸 (1989, Dream a Little Dream)
- 워쳐스 대습격 (1988년)
- 운전면허 (1988년)
- 루미스 (1987년)
- 로스트 보이 (1987년) - 샘 에머슨 역
- 루카스 (1986년) - 루카스 역
- 어 타임 투 리브 (1985년)
- 시크릿 어드마이어 (1985년) - 제프리 라이언 역
- 악마의 분신 (1985년)
- 머피의 로맨스 (1985년)
- 사랑의 시련 (1984년)
- 쌍둥이 에디슨 (1982년)